# Palomeras Sureste
Palomeras Sureste és un barri del districte de Puente de Vallecas, a Madrid. Té una superfície de 311,99 hectàrees i una població de 43.894 habitants (2009). Limita al nord amb Fontarrón i Pavones (Moratalaz), al sud i oest amb Palomeras Bajas i Portazgo, a l'est amb Santa Eugenia i el nucli antic de Vallecas. Està delimitat al nord per l'Avinguda del Mediterraneo, al sud amb les vies de ferrocarril Barcelona-Madrid, a l'oest per l'avinguda de Pablo Neruda i a l'est per l'Avinguda de la Democracia.